# Doliocarpus chocoensis
Doliocarpus chocoensis är en tvåhjärtbladig växtart som beskrevs av G. Aymard C. Doliocarpus chocoensis ingår i släktet Doliocarpus och familjen Dilleniaceae. Inga underarter finns listade i Catalogue of Life.